# Petr Čáslava
Petr Čáslava (* 3. September 1979 in Pardubice, Tschechoslowakei) ist ein tschechischer Eishockeyspieler, der seit April 2014 wieder beim HC ČSOB Pojišťovna Pardubice in der Tipsport Extraliga unter Vertrag steht.    

## Karriere
Petr Čáslava begann seine Karriere als Eishockeyspieler in seiner Heimatstadt in der Nachwuchsabteilung des HC Pardubice, für dessen Profimannschaft er in der Saison 1997/98 sein Debüt in der Extraliga gab. In den folgenden Jahren kam der Verteidiger parallel zum Spielbetrieb mit Pardubice in der Extraliga auch in der zweitklassigen 1. Liga zum Einsatz, in der er für den HC Berounští Medvědi, den HC Dukla Jihlava und den HC Hradec Králové auflief. Seine größten Erfolge mit Pardubice waren die Vizemeisterschaften 2003 und 2007 sowie der Meistertitel in der Saison 2004/05. 
Im Sommer 2007 nahm Čáslava ein Vertragsangebot von Sewerstal Tscherepowez aus der russischen Superliga an, verließ den Verein jedoch nach nur einem Jahr wieder, um für ebenfalls eine Spielzeit zu seinem Heimatverein aus Pardubice zurückzukehren. Nachdem der Linksschütze die Saison 2009/10 bei Pardubice begonnen hatte, wechselte er nach 17 absolvierten Spielen zum Timrå IK aus der schwedischen Elitserien, während Pardubice am Saisonende Meister wurde. Für die Saison 2010/11 wurde der tschechische Nationalspieler vom HK ZSKA Moskau aus der Kontinentalen Hockey-Liga verpflichtet und spielte bis 2012 für den ZSKA.
Im Mai 2012 kehrte er zu Sewerstal zurück und absolvierte in den folgenden zwei Spielzeiten weitere 105 KHL-Partien für den Klub, wobei er in der Saison 2013/14 als Mannschaftskapitän auflief. Nach ebendieser Spielzeit lief sein Vertrag aus und Čáslava kehrte zu seinem Heimatverein zurück, wo er ebenfalls das Kapitänsamt übernahm. Parallel dazu agierte er als Assistenztrainer der U18-Junioren des HCPE.

### International
Für Tschechien nahm Čáslava an der U20-Junioren-Weltmeisterschaft 1999, sowie den Weltmeisterschaften 2007, 2008, 2009, 2010, 2011, 2012 und 2013 teil. Seinen größten Erfolg erreichte er auf internationaler Ebene mit dem Weltmeistertitel 2010.

## Erfolge und Auszeichnungen

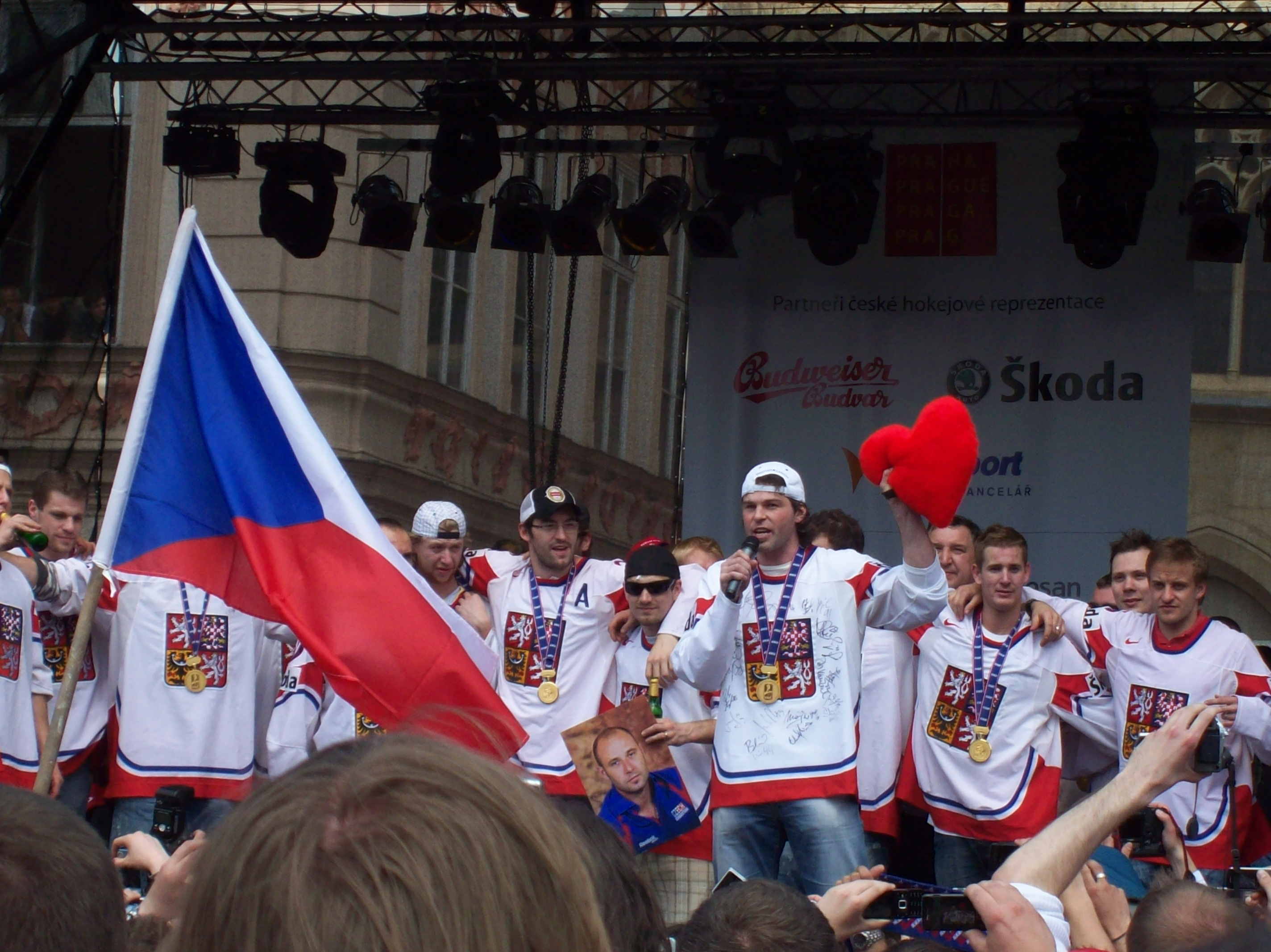
Feier zum Gewinn der Goldmedaille bei der Weltmeisterschaft 2010 (Čáslava in der Bildmitte mit dem A)

- 2003 Tschechischer Vizemeister mit dem HC Pardubice
- 2005 Tschechischer Meister mit dem HC Moeller Pardubice
- 2007 Tschechischer Vizemeister mit dem HC Moeller Pardubice

### International
- 2010 Goldmedaille bei der Weltmeisterschaft
- 2011 Bronzemedaille bei der Weltmeisterschaft
- 2012 Bronzemedaille bei der Weltmeisterschaft

## Statistik
(Stand: Ende der Saison 2013/14)